# Halla församling, Visby stift
Halla församling var en församling i Visby stift. Församlingen uppgick 2006 i Vänge församling.
Församlingskyrka var Halla kyrka.

## Administrativ historik
Församlingen har medeltida ursprung. 
Församlingen var under medeltiden eget pastorat för att sedan till 1962 vara annexförsamling i pastoratet Dalhem, Ganthem och Halla som 1 maj 1921 utökades med Hörsne med Bara församling. Från 1962 till 2006 var den annexförsamling i pastoratet Vänge, Buttle, Guldrupe, Sjonhem, Viklau och Halla. År 2006 uppgick denna församling i Vänge församling tillsammans med övriga församlingar i pastoratet.
Församlingskod var 098038.